# Szymon Biniek
Szymon Biniek (ur. 30 lipca 1995) – polski siatkarz, grający na pozycji libero.

## Sukcesy klubowe
I liga:
- 2015, 2024[6]

Mistrzostwo Polski:
- 2021
- 2022[7]

Superpuchar Polski:
- 2021